# Абдалийское княжество
Абдалийское княжество — феодальное государство, существовавшее в территории Афганистана в XV—XVIII веках.

## История
В XVI веке сефевиды подчинили Герат и повели затяжную борьбу с Моголами за обладание Кандагаром, закончившуюся в середине XVII века, когда им овладели шахи Ирана. В этой борьбе вожди абдалийских племён поддерживали то одну, то другую сторону. 
В конце XVI века вождём абдалийского племени попользаев, живших вокруг Кандагара, стал малик Садо. Он выступил на стороне Сефевидов и снискал особую благосклонность шаха Аббаса, который назначил его главой всех абдали, пожаловал ему титул «мир-и афагина» («повелитель афганцев») и поручил охрану пути от Герата до Кандагара. После этого род Садозаев, потомков Садо, стал известен как хан-хель абдали. Члены рода Садозаев стали пользоваться рядом привилегий, в частности на них не распространялся обычай кровной мести.
С середины XVII века земли племени абдали и большей части племени гильзаев оказались под властью сефевидов. Сефевидские наместники жили в Кандагаре, в других городах стояли иранские гарнизоны. Для укрепления власти над афганцами, они разжигали вражду между гильзаями и абдали, а некоторых знатных афганцев привлекали на военную службу за титулы, земельные пожалования и подарки. Однако господство Сефевидов над афганцами было непрочным. В конце XVII — начале XVIII веков на востоке Ирана происходили волнения суннитского населения, над которым гнёт иранских феодалов был особенно жестоким в связи с усилением влияния шиитского духовенства на политику шахского двора. В апреле 1709 года гильзаи под руководством Мир Вейса подняли восстание и завоевали независимость.
Вслед за гильзаями добились независимости и абдали, поднявшие в 1716 году восстание в Герате. Абдалийские ханы из рода Садозаев стали самостоятельно править владениями вокруг города. Первым таким правителем был Абдаллах-хан. Он отразил в 1719 году военную экспедицию Сефевидов, но потерпел неудачу в боях с гильзаями за обладание городом Фарахом.
Однако гильзайское и абдалийское княжества оказались недолговечными. Вражда между гильзаями и абдали помешала афганским княжествам объединиться для борьбы против Надир-шаха. В результате военное превосходство Надир-шаха и предательство некоторых феодалов послужили причиной поражения абдали. Весной 1729 года Надир-шах разбил гератских абдали, а затем осадил и захватил Герат.

## Последствия завоевания Надир-шахом
Надир-шах включил в состав своего государства основные области расселения афганцев. Он покровительствовал абдали, на которых имел основания полагаться, и принимал суровые меры против гильзаев и других племён, которых считал опасными. В годы владычества Надир-шаха абдали существенно усилились за счёт ослабления гильзаев. Племя хотаки, являвшееся главной опорой независимых правителей Кандагара, он переселил в Хорасан, а земли хотаки в Кандагарской области отдал абдали.
В завоёванных областях Афганистана Надир-шах часто назначал правителями ханов из абдали, которым покровительствовал. Абдали получили от Надир-шаха плодородные поливные земли в Кандагарском оазисе, обрабатывавшиеся таджикскими крестьянами. Было произведено кадастровое межевание, земли разделены на участки, предоставленные в качестве джагиров абдалийским племенам, обязанным выставлять двух всадников с каждого участка. Всего с этих земель в шахское войско выставлялось 6 тысяч конников.
После убийства Надир-шаха, во главе находившегося при нём афганского отряда был Ахмед-хан из рода Садозаев, один из абдалийских военачальников, служивших Надир-шаху. Благодаря умелому руководству Ахмед-хана афганский отряд благополучно вернулся на родину, захватив артиллерию Надир-шаха и часть его казны. Ахмед-хан к осени 1747 года привёл этот отряд к Кандагару. На собравшейся в октябре того же года джирге, состоявшей главным образом из наиболее влиятельных абдалийских ханов, Ахмед-хан был избран шахом Афганистана (1747—1773).
В афганском государстве первое место заняла абдалийская знать. Важнейшие придворные и военные должности были наследственно закреплённые за абдалийским семьями. Все племена абдали получили от Ахмед-шаха почётное название «дуррани» («жемчужные»), под каковым они известны до настоящего времени. Старое название — абдали — постепенно вышло из употребления. Государство Ахмед-шаха и его преемников называют Дурранийской державой не только по имени династии, но и поскольку дурранийские ханы главенствовали в политической жизни, а положение дурранийских племён было привилегированным.

## Правители
Династия Абдали (Дуррани) (1586—1747). Юго-Восточный Афганистан. Вассалы Моголов.
- Малик Садо (ок. 1586—1610).
- Даулат-хан (уб. 1706).
- Насир Мухаммед-хан, сын (уб. 1706).
- Рустам-хан, брат (1706—1708).
- Заман-хан, брат (1708—1726).
- Абдулла-хан (в Герате 1716—1718).
- Ахмад-шах Дуррани (1726—1771, шах с 1747).
- 1747—1826 — династия Дуррани в Афганистане[1].